# High Barnet (metrostation)
High Barnet is een station van de metro van Londen aan de Northern Line. Het metrostation, dat in 1872 is geopend, ligt in de wijk High Barnet.

## Geschiedenis
Het station High Barnet is gebouwd als eindpunt van een zijlijn van de Edgware, Highgate and London Railway (EH&LR) die in 1861 begon met de aanleg tussen Finsbury Park in het zuiden en Edgware in het noorden. De lijn naar High Barnet takte bij Finchley Central af van de hoofdlijn die op 22 augustus 1867 werd geopend. Vlak voor de opening werd EH&LR overgenomen door de Great Northern Railway (GNR) en op 1 april 1872 was ook de tak naar High Barnet gereed. 
In 1890 werd de eerste elektrische metro geopend en kort daarna begon de elektrificatie van de oudere metrolijnen terwijl de tubes die in 1906 en 1907 werden geopend meteen elektrisch reden. De GNR hield vast aan stoomtractie op de EH&LR en maakte met succes bezwaar tegen verlenging van de metrolijnen in haar werkgebied. In 1921 werd een spoorwegwet van kracht die de veelheid aan spoorwegmaatschappijen groepeerde in vier grote bedrijven. Zodoende ging de GNR in 1923 op in de London & North Eastern Railway (LNER) die het verzet tegen de metro voortzette. In 1925 werd LNER voor de keuze gesteld om de eigen lijnen te elektrificeren of de verlenging van de metro toe te staan. Aangezien LNER geen geld had om te investeren werd het verzet tegen de metro opgegeven. De UERL kon vervolgens beginnen met de verlenging van haar Great Northern, Piccadilly & Brompton Railway naar het noorden. 
In 1933 werd het openbaar vervoer in Londen genationaliseerd in het London Passenger Transport Board, kortweg London Transport, dat in 1935 het Northern Heights-project ontvouwde. Dit hield in dat London Transport de reizigersdienst op de EH&LR zou overnemen van LNER en deze met elektrisch metromaterieel zou exploiteren. Het begin van de werkzaamheden in 1937 was ook aanleiding om de hele lijn Northern Line te noemen. De tunnel tussen Highgate en East Finchley waarmee de EH&LR werd verbonden met het metronet werd op 3 juli 1939 in gebruik genomen. Op 14 april 1940 was de elektrificatie tot High Barnet gereed en sindsdien rijden de metro's van de Northeren Line ten noorden van East Finchley door naar High Barnet. De stoomdiensten van LNER tussen High Barnet en Finsbury Park reden nog tot 1941 tussen de metrodiensten door. Na de Tweede Wereldoorlog zette British Rail de goederendiensten voort tot 1 oktober 1962.

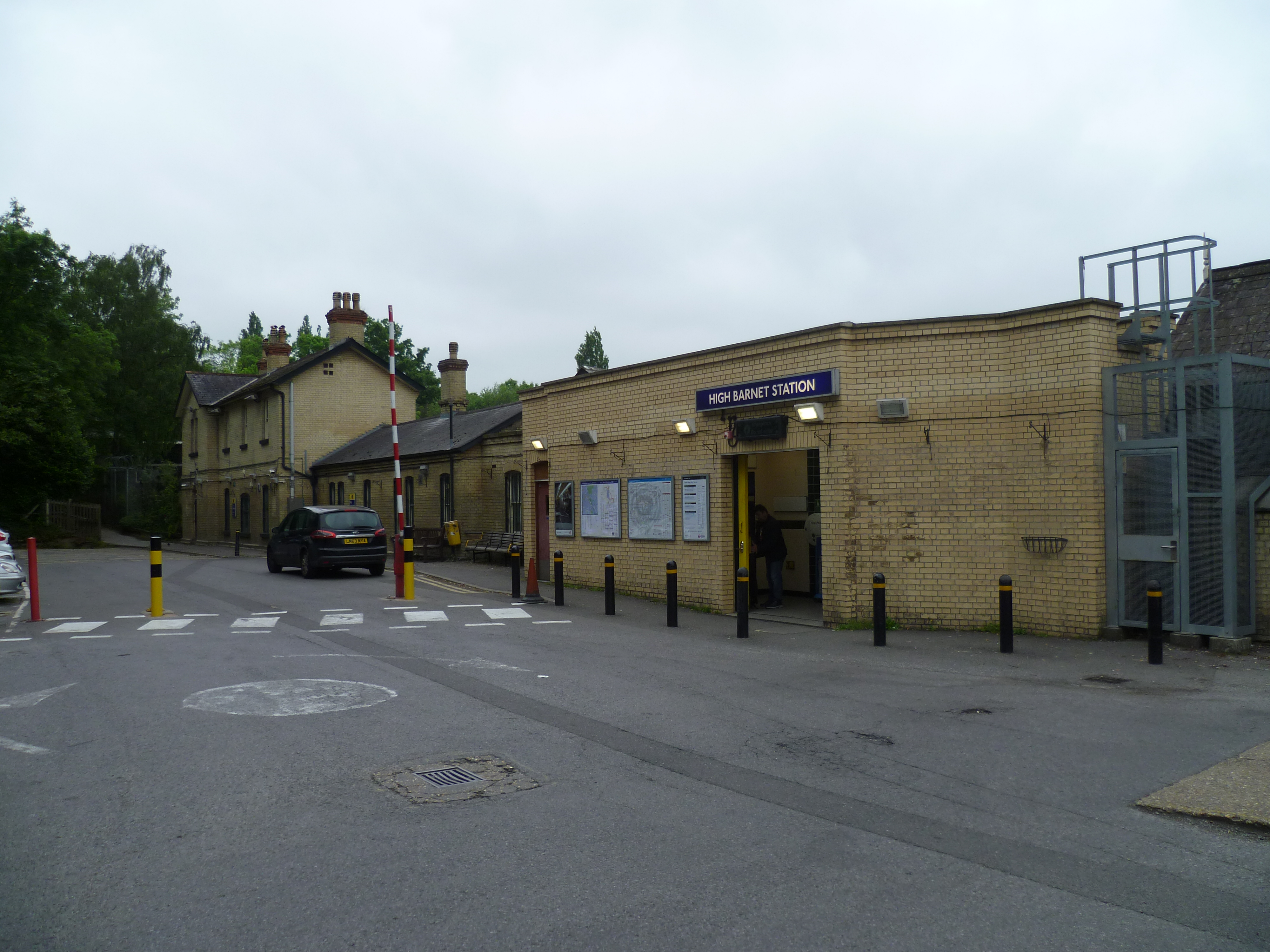
Het stationsgebouw uit 1872 (links) en de nieuwere ingang (rechts)
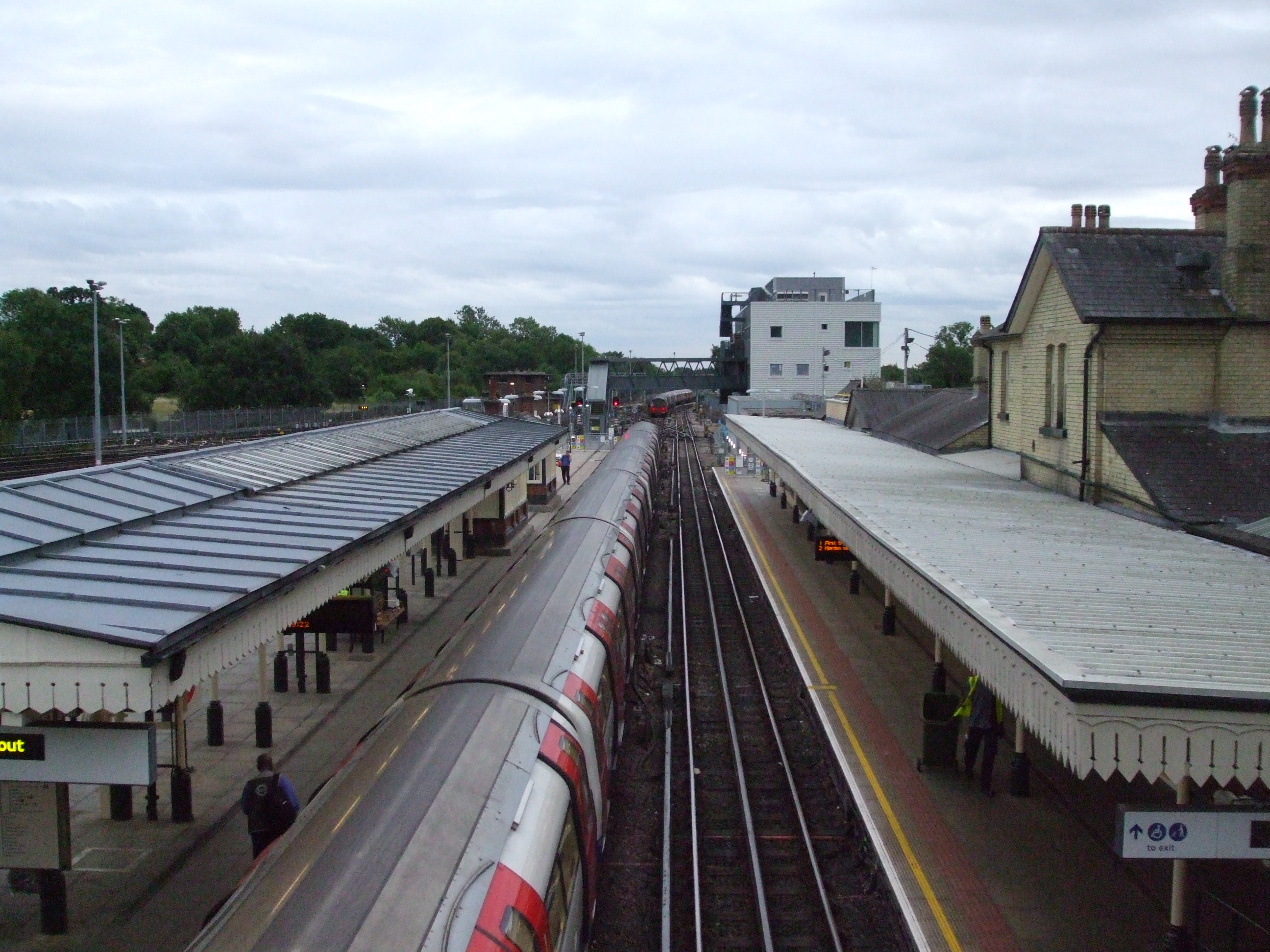
Een blik naar het zuiden vanaf de loopbrug
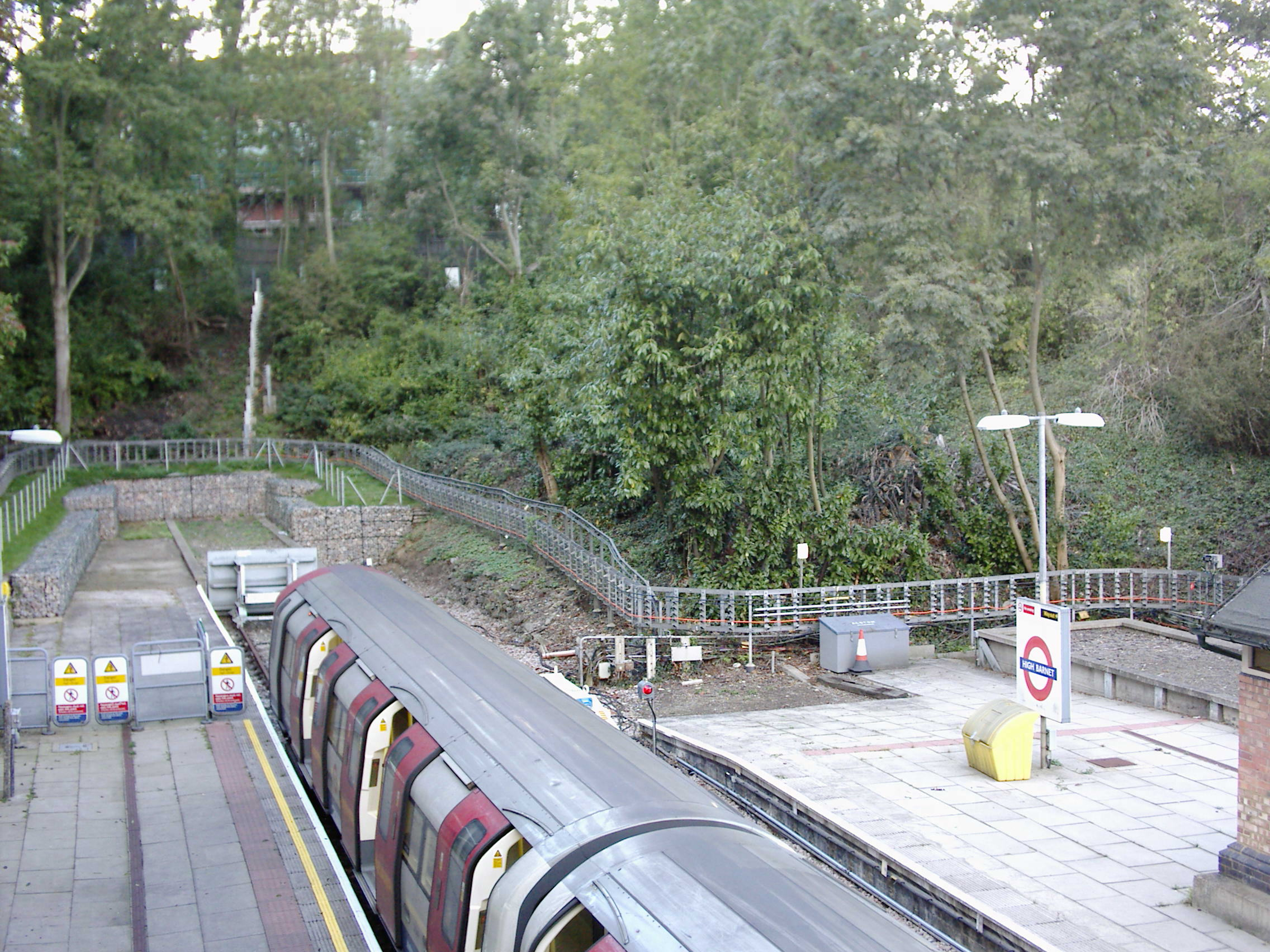
Het einde van de lijn voor de bouw van de overdekte oversteek

## Ligging en inrichting
Het station is het noordelijkste station van de Northern Line op 16,4 km ten noorden van Charing Cross. Het ligt onderlangs de Barnett Hill aan de noordoost kant, het stationsgebouw staat langs het spoor en niet op de kop zodat een verlenging van de lijn theoretisch mogelijk is. Aan de noordoost zijde ligt een opstelterrein voor metrostellen. Het stationsgebouw, perrons en bijgebouwen hebben nog goeddeels hun oorspronkelijke Victoriaanse architectonische karakter behouden. In 2008 is direct ten zuidwesten van het station op een deel van de parkeerplaats een nieuw personeelsgebouw gebouwd dat op 31 januari 2010 werd geopend. In oktober 2009 werden ook verbeteringen voor rolstoelgebruikers opgeleverd, zoals een geschikte toegang vanaf de parkeerplaats en een overdekte oversteek tussen de perrons aan de noordkant van de perrons. Het station is daardoor rolstoeltoegankelijk maar dat neemt niet weg dat de wegen en paden naar het station nog vrij steil zijn.

## Reizigersdienst
De Northern Line rijdt om de 3-9 minuten met diensten naar Morden via Bank of naar Kennington of Morden via Charing Cross.
Op dagen dat Night Tube niet rijdt, rijden de diensten die tussen 00:00 en 01:00 uur vertrekken niet verder dan East Finchley, waar de reis naar het centrum van Londen kan worden voortgezet met nachtbus N20.